# قائمة الأندية الرياضية في الكويت

## فيمحافظة العاصمة
| النادي                  | المنطقة          | الاسم القديم        | التأسيس | مؤسس النادي | الرئيس الحالي |
| ----------------------- | ---------------- | ------------------- | ------- | ----------- | ------------- |
| نادي الكويت الرياضي     | منطقة كيفان      | نادي الاهلي الرياضي | 1960    | -           | -             |
| النادي العربي الرياضي   | منطقة المنصورية  | نادي العروبة        | 1960    | -           | جمال الكاظمي  |
| نادي كاظمة الرياضي      | منطقة العديلية   | -                   | 1964    | -           | -             |
| نادي الصليبيخات الرياضي | منطقة الصليبيخات | -                   | 1975    | -           | -             |

## فيمحافظة حولي
1. نادي القادسية الرياضي - منطقة حولي - الاسم القديم نادي الجزيرة - 1960
2. نادي اليرموك الرياضي - منطقة مشرف - كان في السابق في جزيرة فيلكا
3. نادي السالمية الرياضي - منطقة السالمية

## فيمحافظة الفروانية
1. نادي التضامن الرياضي - منطقة الفروانية
2. نادي النصر الرياضي - منطقة العارضية الصناعية
3. نادي خيطان الرياضي - منطقة ابرق خيطان

## فيمحافظة الأحمدي
1. نادي الشباب الرياضي - مدينة الأحمدي - المنطقة الوسطى
2. نادي الساحل الرياضي - منطقة أبوحليفة
3. نادي الفحيحيل الرياضي - منطقة الفحيحيل

## فيمحافظة الجهراء
1. نادي الجهراء الرياضي - مدينة الجهراء - منطقة القصر - الاسم القديم للنادي الشهداء

## فيمحافظة مبارك الكبير
1. نادي القرين الرياضي - منطقة العدان موقتا
2. نادي برقان الرياضي